# جوشوا ميس
جوشوا ميس (بالألمانية: Joshua Mees) هو لاعب كرة قدم ألماني في مركز الهجوم، ولد في 15 أبريل 1996 في ليباخ في ألمانيا. لعب مع نادي هوفنهايم ويونيون برلين.

## وصلات خارجية
- جوشوا ميس على موقع قاعدة بيانات كرة القدم.إي يو (الإنجليزية)
- جوشوا ميس على موقع بيانات كرة القدم. دي إي (الألمانية)
- جوشوا ميس على موقع Soccerway.com (الإنجليزية)
- جوشوا ميس على موقع عالم كرة القدم.نت (الإنجليزية)